# Majors Place
Majors Place é uma comunidade não incorporada no condado de White Pine, estado do Nevada, nos Estados Unidos. Entre os serviços existentes nela, contam-se uma estação de gasolina e um restaurante. 
'